# Борисовка (Александро-Невский район)
Борисовка — деревня Александро-Невского района Рязанской области России, административный центр Борисовского сельского поселения.

## Географическое положение
Деревня расположена в 4 км на юго-запад от райцентра посёлка Александро-Невский.

## История
В XIX — начале XX века деревня входила в состав Якимецкой волости Раненбургского уезда Рязанской губернии. В 1906 году в селе было 97 дворов.
С 1929 года деревня являлась центром Борисовского сельсовета Новодеревенского района Рязанского округа Московской области, с 1937 года — в составе Рязанской области, с 2005 года — центр Борисовского сельского поселения.

## Население
| 1859 | 1897 | 1906 | 2010 | 2023 |
| ---- | ---- | ---- | ---- | ---- |
| 565  | ↗624 | ↗754 | ↘419 | ↘363 |

## Инфраструктура
В селе имеются Борисовская основная общеобразовательная школа (филиал МБОУ Александро-Невская СОШ), детский сад, фельдшерско-акушерский пункт, отделение почтовой связи.